# Truncatoflabellum dens
Espèce
Statut CITES
Truncatoflabellum dens est une espèce de coraux appartenant à la famille des Flabellidae.